# Sarraltroff
Sarraltroff (deutsch Saaraltdorf) ist eine französische Gemeinde mit 791 Einwohnern (Stand 1. Januar 2022) im Département Moselle in der Region Grand Est (bis 2015 Lothringen). Sie gehört zum Arrondissement Sarrebourg-Château-Salins.

## Geografie
Sarraltroff liegt etwa fünf Kilometer nördlich von Sarrebourg an der Saar auf einer Höhe zwischen 235 und 326 m über dem Meeresspiegel, die mittlere Höhe beträgt 260 m. Das Gemeindegebiet umfasst 11,97 km².

## Geschichte
Das Dorf kam im Jahr 1766 mit dem Übergang des Herzogtums Lothringen an den französischen König Ludwig XV. vom Heiligen Römischen Reich zum Königreich Frankreich. Von 1871 bis 1918 gehörte Saaraltroff als Teil des Reichslandes Elsaß-Lothringen zum Deutschen Reich. Nach der Niederlage des Deutschen Reiches im Ersten Weltkrieg im Jahr 1918 kam das Dorf zur Dritten Französischen Republik. In den Jahren 1940 bis 1944 war Saaraltroff deutsch besetzt und gehörte zum CdZ-Gebiet Lothringen. Seit 1945 gehört Saaraltroff zu Frankreich.
Der Löwe im Gemeindewappen ist der Löwe der Lützelburger, der ehemaligen Herren von Saaraltdorf, die Muscheln erinnern an St. Michael, den Schutzpatron der Gemeinde.

### Bevölkerungsentwicklung
| Jahr      | 1962 | 1968 | 1975 | 1982 | 1990 | 1999 | 2007 | 2019 |
| Einwohner | 583  | 602  | 713  | 752  | 799  | 794  | 786  | 777  |

## Sehenswürdigkeiten

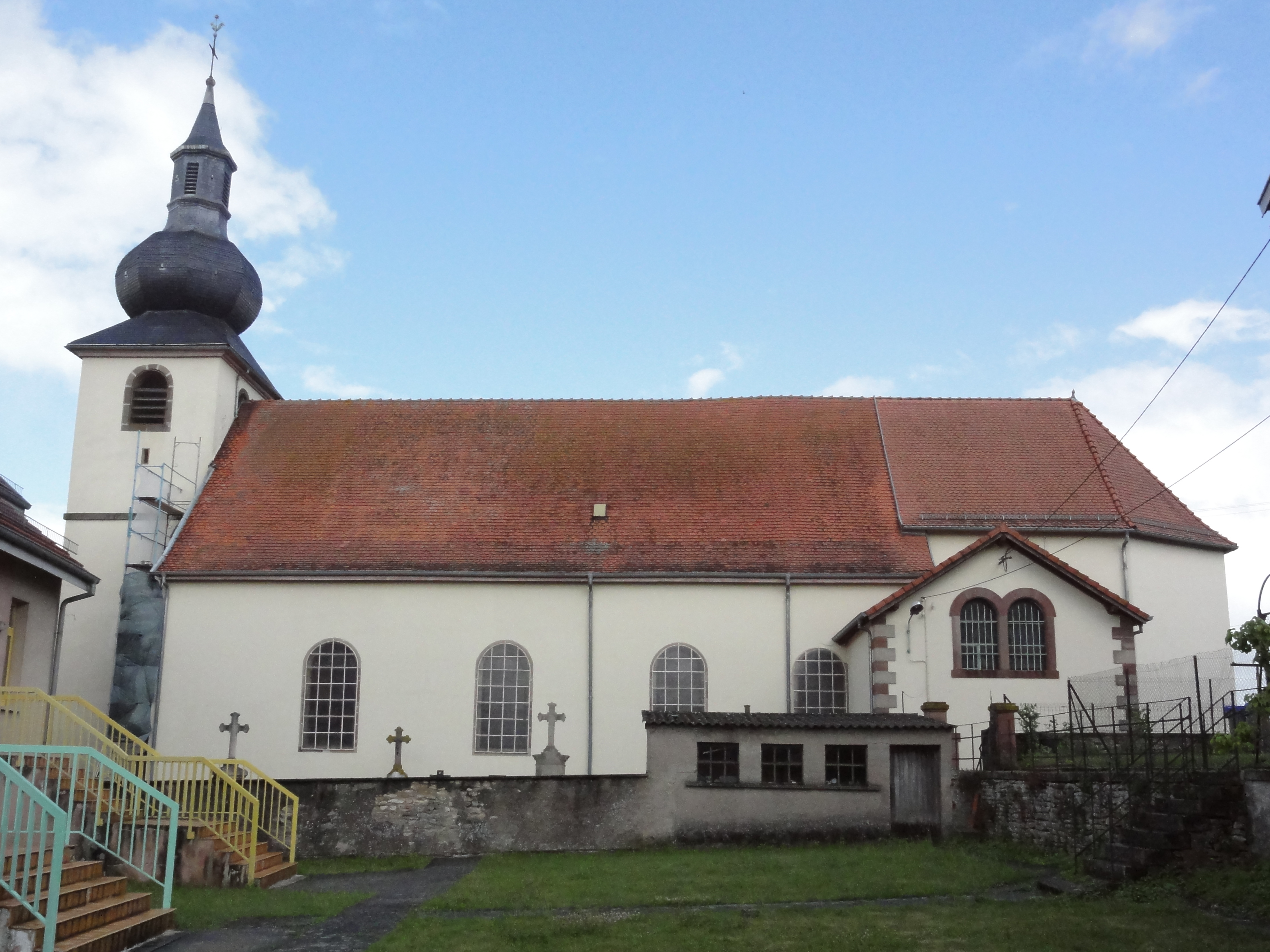
Kirche St. Michael

- Kirche St. Michael

## Belege
1. ↑  Wappenbeschreibung auf genealogie-lorraine.fr (französisch)